# Elo Participações S/A
Elo Participações S.A. (também conhecida como EloPar) é uma holding brasileira formada em março de 2011 pelo Bradesco (50,01%) e Banco do Brasil (49,99%).

## História
Em abril de 2010, Bradesco e Banco do Brasil anunciaram a criação da nova bandeira de cartões Elo, que seria controlada pela holding chamada Elo Participações.
Os bancos informaram ao mercado em março de 2011 a constituição da Elo Participações. O lançamento oficial da Elo no mercado brasileiro de cartões foi em 30 de março de 2011.
Em abril de 2011, foi anunciada a entrada da Caixa Econômica Federal na Elo Serviços S.A..
A EloPar é a controladora da Elo Serviços S.A. (também conhecida como Cartão Elo), com 66,665% de participação societária (a outra sócia do Cartão Elo é a Caixa Econômica Federal, com 33,335%). O Cartão Elo trata-se, inicialmente, de uma bandeira de cartões de débito, crédito e pré-pago 100% nacional.  
Além do Cartão Elo, a EloPar é proprietária da Livelo (programa de ponto), Alelo (alimentação corporativa), Movera (oferta de microcrédito) e Veloe (soluções de pagamentos em pedágios e estacionamentos). A EloPar foi proprietária da Stelo (soluções financeiras), Ibi (empréstimos), Digio (banco digital) e Banco CBSS (serviços financeiros). A EloPar também possui uma estreita parceria com a Cielo, justamente por possuírem os mesmos controladores. Em sua logomarca, há as cores vermelho e amarelo, indicando os seus proprietários, o Bradesco e o Banco do Brasil, respectivamente.
Além da tradicional rede de agências bancárias, o braço de vendas da EloPar conta com as Lotéricas e possuía uma rede de 148 lojas do Banco Ibi, como partícipes no projeto de distribuição do Cartão Elo.

## Subsidiárias
Atuais
- Elo - Cartões de débito, crédito e pré-pago
- Alelo - Alimentação Corporativa
- Livelo - Programa de fidelidade
- Movera - Oferta de microcrédito
- Veloe - Soluções de pagamentos em pedágios e estacionamentos

Anteriores
- Stelo - Soluções financeiras (em conjunto com a Cielo)
- Banco Ibi (ibi promotora) - Empréstimos
- Banco CBSS - Serviços financeiros
  - Digio - Banco digital e cartão de crédito